# Publicidad por emplazamiento

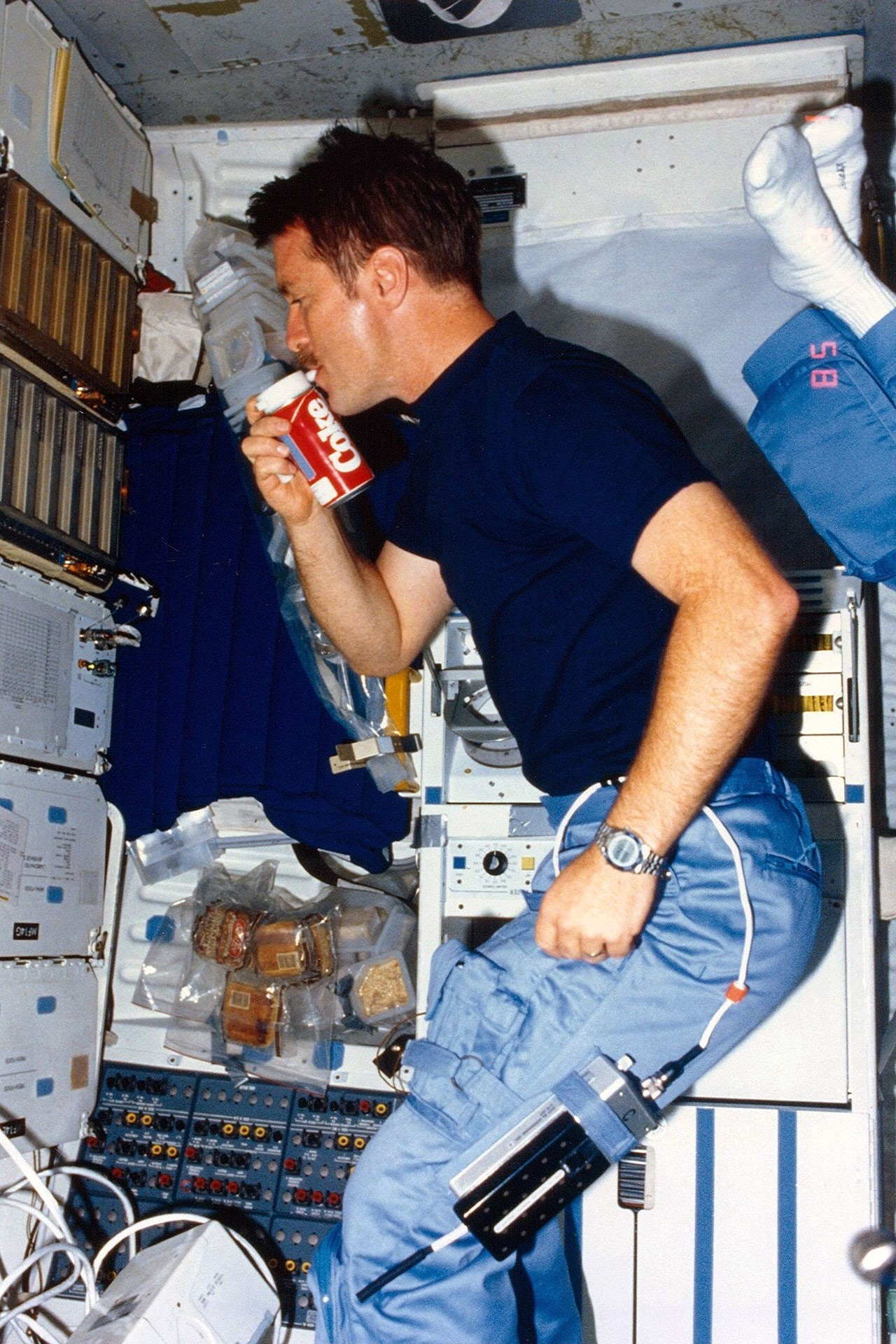
Publicidad de Coca-Cola en el espacio.

La publicidad por emplazamiento, conocida también como emplazamiento publicitario, posicionamiento de producto o product placement, es una técnica publicitaria que consiste en la inserción de un producto, marca o mensaje dentro de la narrativa de un medio, ya sea una película, una serie televisiva, etcétera (mostrado, citado o utilizado por los actores). Se utiliza por lo general en medios de comunicación audiovisuales como programas y series de televisión, telenovelas, videos musicales, cine y videojuegos, entre otros. Esta fórmula se popularizó en la década de los 80, y los productores recurren cada vez más a ella como modo de financiación. Entre los expertos existe un debate sobre si todo lo que esté en un programa y se publicite es product placement. Algunos sostienen que sí debido a que independientemente de que esté en otra sección del mismo programa, de hecho lo está, pero otros aseguran que no lo es debido a que no se realiza en un mismo contexto del motivo del programa y que se realiza una pausa para hacer la mención.

## Estrategias
Esta estrategia selecciona y distingue pero no trata al sujeto como exclusivo, a diferencia de la "propuesta de oferta única", que sí lo hace. La clave pragmática del emplazamiento es que su centro es la necesidad de distinción. Esta distinción tiene que poderse aplicar a las condiciones de mercado. Funciona mejor en productos de uso general que en productos específicos donde la distinción sería redundante. 
Junto a esta estrategia publicitaria se usan también las estrategias de propuesta de oferta única, de imagen de marca, de investigación de motivos, la publicidad subliminal, el esquema testimonial-experiencial y el enigma.
Ahora bien, existen algunas variaciones en la definición de emplazamiento según el ámbito en el que se desarrolla esta estrategia. Una dentro del marketing empresarial, y la otra más centrada en la creación del anuncio publicitario. En ambos casos, se persigue un mismo fin: ubicar el producto en el lugar que lo haga más atractivo para los consumidores.

### Marketing empresarial
En marketing, las decisiones de emplazamiento abarcan desde dónde colocar las plantas de producción, a dónde va a ser distribuido el producto, qué lugar va a ocupar dentro de los negocios de venta al público e incluso cómo integrar el producto, marca o mensaje dentro de los medios de comunicación; radio, cine o televisión. Lo más relevante en este último caso es que la presencia del producto dentro de la producción audiovisual (serie, programa o film) no altera el desarrollo de las acciones de los personajes. Estas acciones de inclusión de los productos en programas televisivos ha aumentado desde los años 90 como respuesta de los anunciantes a la saturación de anuncios, lo que a su vez ha creado más saturación publicitaria.
Encontramos en el terreno del marketing dos tipos de emplazamiento dentro de la producción audiovisual: 
- Emplazamiento pasivo: El producto forma parte del decorado, aunque no toma protagonismo en la acción, simplemente aparece dentro del plano.
- Emplazamiento activo: El producto se presenta como parte de la acción de los personajes, quienes se refieren a él, o incluso lo manipulan.

### Creación del anuncio publicitario

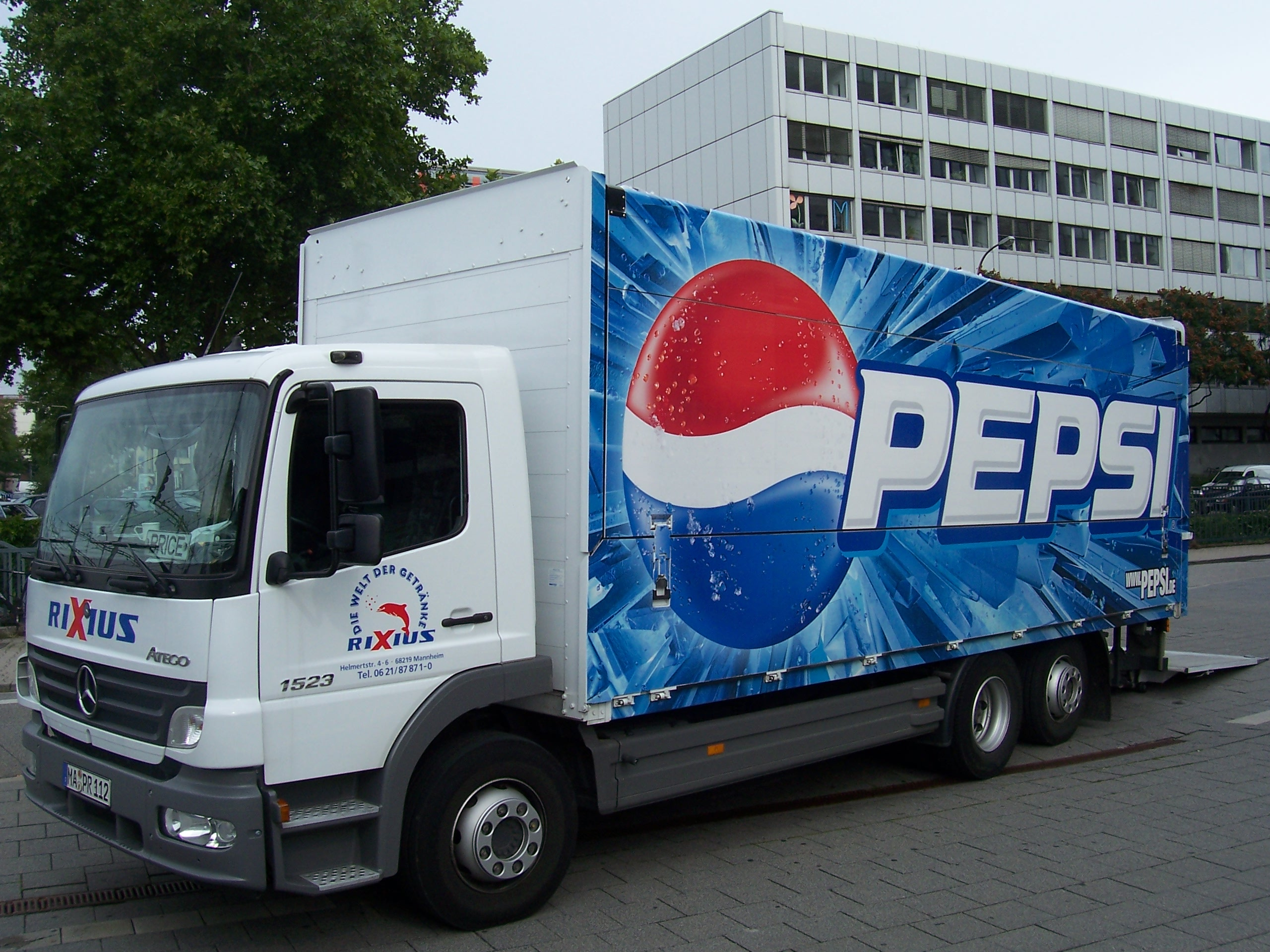
Pepsi fue una de las marcas empleadas en Back to the Future para que la historia fuese más realista. Universal Pictures abrió específicamente un departamento para llevar a cabo las labores de publicidad por emplazamientos de Back to the Future.

La estrategia de emplazamiento dentro del espacio de la creación publicitaria consiste en dirigir el mensaje publicitario a un segmento de público, consumidores, previamente seleccionado. Se busca establecer una asociación psicológica entre consumidor y producto (sujeto/objeto) a través de un valor (ideal) que los une, y que debe reforzar la subjetividad del receptor y gratificarla. Así el posible comprador se siente reafirmado en su posición e identificado con el producto.
Todo el anuncio gira en torno al público al que va dirigido. Para seleccionar a estos consumidores, la clave no tiene que ser de tipo cuantitativo (no se trata de seleccionar un número de consumidores). La clave será de tipo cualitativo. Se trata de seleccionar un valor, una faceta psicológica, con la que asociar al grupo. Si se resalta el egoísmo, los consumidores actúan según lo egoístas que sean (cuanto mayor es su egoísmo, más se identifican con el producto y más consumen).
Los consumidores se van a relacionar de dos maneras con una campaña publicitaria que use el emplazamiento como estrategia. O conectando mucho con ese valor que los representa o de manera fría pero sin evitar la conexión. Se establece una dialéctica entre lo particular y lo universal. El valor tendrá que ser particular pero lo suficientemente universal para que algunos consumidores estén potencialmente conectados a la campaña.
Básicamente existen dos recursos para la atribución de ideales al anuncio:
Por un lado, la metáfora, que es utilizada sobre todo en anuncios idealistas donde lo que se busca es abstraer el espacio y congelar el tiempo. Extrae un valor y lo convierte en esencia. Da lugar al estatismo, la condensación y la sincronía. Es más idealista. 
Por otro lado, la metonimia, que es utilizada en anuncios más realistas y con un espacio/tiempo más definido. Da más importancia a la lógica de la acción y al espacio concreto. Propone el dinamismo que se asienta sobre el desarrollo secuencial y la diacronía. 
De estas dos opciones la más recomendada es la metáfora puesto, que está más relacionada con la seducción.

## Tipos
Podemos distinguir diversas categorías de product placement según su grado de agresividad:
- Pasivo: el producto está presente en la escena y hasta en el contexto, pero los personajes no lo mencionan ni interactúan con él. Por ejemplo, una caja de cereales de una determinada marca sobre la mesa del desayuno.
- Activo: los personajes interactúan con el producto sin mencionarlo. Siguiendo el ejemplo de antes, podríamos ver alguna persona en escena comiendo esos cereales.
  - Activo con mención: los personajes incluyen en su discurso la marca del producto. Por ejemplo: Me apetece un bol de cereales X [la marca en cuestión].
  - Activo con alusión: los personajes mencionan algunas de las cualidades positivas del producto. Por ejemplo: ¡Qué crujientes son los cereales X!

El emplazamiento de producto es toda forma de comunicación comercial audiovisual consistente en incluir, mostrar o referirse a un producto, servicio o marca comercial de manera que figure en un programa.
El emplazamiento se presenta para hacer frente a la creciente perdida de efectividad de los anuncios televisivos tradicionales debida a la saturación de spots y pausas comerciales, al zapping, a la fragmentación de audiencias por la aparición y maneras de consumir los nuevos canales de televisión digital, a la caída de la inversión en publicidad convencional en televisión, al descenso de las ayudas estatales a medios de comunicación y como vía de financiación para producciones de obras audiovisuales, películas, series y programas de entretenimiento para televisión y videojuegos. 
El emplazamiento llega a los consumidores de manera muy efectiva, intrusiva, logra elevados índices de impactos, establece importantes conexiones emocionales con los consumidores y es más económica que la publicidad tradicional. Será la técnica publicitaria, la herramienta de marketing y la comunicación comercial audiovisual del Siglo XXI.
A pesar de todo lo anterior, el emplazamiento es considerado un tipo de publicidad subliminal, dado que intenta influir en la opinión del espectador sobre un producto determinado y establecer pautas de conducta y hábitos de consumo.

## Historia
Esta técnica nació en los Estados Unidos a principio de los años 30. Se utilizaba sobre todo en el mundo cinematográfico como parte del desarrollo narrativo, en concreto en algunas comedias de Hollywood anteriores a la II Guerra Mundial. Después de la guerra, debido a la desconfianza que suscitaba la publicidad, remitió el uso de esta estrategia. A causa de esto tuvo lugar el fenómeno llamado ACME reality consistente en la invención de una realidad de marcas ficticias para evitar las referencias a marcas reales en pantalla. Recibe el nombre de la conocida marca ACME perteneciente a las aventuras de El Coyote y el Correcaminos del universo Looney Tunes.
Sólo desde principios de la década de 1970 la publicidad por emplazamiento renació gracias a la aparición de las agencias especializadas que actuaban como intermediarios al buscar, gestionar y negociar emplazamientos de productos en series de televisión y películas. A partir de entonces, esta técnica recibió un fuerte impulso que culminó en 1990 con la creación de la ERMA (Entertainment Resources of Marketing Association), una entidad no gubernamental para la autorregulación de los emplazamientos. La década de los 90 supuso la total popularización del product placement. Un ejemplo claro puede verse en la película The Truman Show, donde mientras el protagonista desayunaba mencionaba las cualidades y bondades de una bebida.

### Algunos ejemplos
Ejemplos de esta técnica publicitaria aparecen en las series de televisión. Por lo general, cuando se come en una mesa, los actores interactúan con los mismos productos y los consumen, mostrando las "bondades" de éste, pero pretendiendo no hacer notoria la mención al producto. En el cine, por lo general, se centra en la promoción de automóviles o equipamiento electrónico de todo tipo, como el caso de Matrix o Cellular. Además se han hecho campañas de cortos de cine realizados especialmente para promocionar un producto, es el caso de BMW y su serie de cortos BMW Films donde, sin mencionar la marca, está presente el auto que es parte esencial de la trama. También encontramos este tipo de publicidad en videoclips, entre los que destacamos los de Lady Gaga o Britney Spears que publicitan marcas como Sony o Coca Cola.
Sin embargo, unos de los casos más relevantes de publicidad por emplazamiento lo debemos a Steven Spielberg, que en 1982 utilizó los Reese's Pieces de The Hershey Company en la película E.T., el extraterrestre. Las ventas del producto se incrementaron en un 80 por ciento tras el lanzamiento de la película. Antes de concretar el trato con The Hershey Company se había dirigido a la Mars, Incorporated con intención de utilizar los M&M's, pero suponía tal cambio de ideas en los planteamientos publicitarios de la época que fue rechazada.
Entre sus ventajas cuenta que, debido a la cantidad de atención por parte del espectador, le gana a la tanda de comerciales y al zapeo, tiene menores costos de producción, posee una exposición en pantalla relativamente mayor y puede ser mencionada por un líder de opinión.
En Colombia (Sudamérica), el product placement tuvo su mejor ejemplo y acogida particularmente, al no representar una forma de publicidad invasiva y agresiva en la década de los años 90's de la mano del realizador y creativo de medios audiovisuales Manuel González Guzmán; quien creó el programa de televisión infantil llamado "El Mini Mundo de Toy", siendo este la única versión del bloque occidental de los programas de televisión realizados en el mundo por Lego System; el mismo fue transmitido durante casi más de tres años consecutivos por un Canal Nacional y era un espacio dedicado al mundo de los juguetes donde los niños eran los propios protagonistas y daban rienda suelta a su imaginación con los famosos bloques de construcción y demás juguetes que en ese entonces representaban las marcas Hasbro y Little Tikes. Colombia ya había realizado en los 80's programas de este tipo pero con una intención mucho más que "activa" cuando lanzó en la época en un especial comercial de cerca de una hora una marca de champú. Tiempo después de "El Mini Mundo de Toy", el Product Placemet o Publicidad de Emplazamiento, degeneró en Colombia en espacios abiertamente activos a las marcas que hicieron perder el interés por sus vagos contenidos. En la actualidad por la globalización y defensa de los dueños de las marcas dentro del país, las novelas que son las de mayor rating han dado por acogerse al sistema ACME explicado arriba para evitar entrar en conflictos de intereses al momento de vender sus producciones al exterior.
El realizador Morgan Spurlock editó en 2012 un documental satírico llamado The Greatest Movie Ever Sold que aborda el tema.